# Cambridge International General Certificate of Education – Advanced Level
Das Cambridge International General Certificate of Education – Advanced Level (formell auch genannt University of Cambridge International General Certificate of Education – Advanced Level; umgangssprachlich auch genannt Internationale(r) (GCE) A-Level(s), Cambridge (GCE) A-Level(s) oder Cambridge International AS and A Level) ist ein internationaler Schulabschluss zur Studienzulassung an Universitäten weltweit inklusive der University of Cambridge, der University of Oxford, Harvard, Stanford und allen Ivy League Universitäten.

## Übersicht
Cambridge International A-Levels sind auf Prüfungen basierende Qualifikationen, welche durch Cambridge International Examinations (eine Organisation und ein Departement der University of Cambridge) erstellt, korrigiert, verwaltet und reguliert werden. Cambridge International A-Levels sind die internationale Variante des gleichnamigen britischen Schulabschlusses. Cambridge International A-Levels werden an mehr als 10.000 Schulen weltweit in 160 Ländern gelehrt inklusive Indien, Volksrepublik China, Japan, Kanada, Vereinigte Staaten, Frankreich, Deutschland, Russland, Australien, Südafrika und in Großbritannien.

## Struktur
Obwohl die Cambridge International A-Levels grundsätzlich ähnlich aufgebaut sind, unterscheiden sie sich in Struktur, Format und Inhalt vom britischen Pendant. Zum Beispiel werden Cambridge-International-A-Level-Prüfungen zweimal im Jahr abgehalten, im Oktober/November und im Mai/Juni, während die Prüfungen der britischen Variante einmal pro Jahr im Mai/Juni stattfinden. Dennoch sind die Cambridge International A-Levels anerkannt zur Studienzulassung an sämtlichen Universitäten im Vereinigten Königreich.
Cambridge International A-Levels werden üblicherweise über einen Zeitraum von zwei Jahren absolviert und mit schriftlichen Prüfungen abgeschlossen. Studenten (auch „(exam) candidates“ genannt) haben die Möglichkeit, jedes „Paper“ (Prüfung) für eine Cambridge-International-A-Level-Qualifikation in einer Prüfungs-Session zu erlangen oder die Abschlussqualifikation Stufe um Stufe („staged assessment“) zu bestreiten, wo sie die Hälfte der notwendigen Prüfungen eines Cambridge International A-Levels absolvieren und ein Cambridge International „Advanced Subsidiary“ (AS-Level) Zertifikat erhalten; entweder als eine Vorstufe zu einem vollen Cambridge-International-A-Level-Diplom oder um eine unabhängige Cambridge-International-AS-Level-Urkunde zu erlangen.
Cambridge bietet Prüfungen in 55 verschiedenen Fächern inklusive Mathematik, Physik, Chemie, Biologie und andere Wissenschaften sowie auch Geisteswissenschaften wie Ökonomie, Betriebswirtschaft, Geschichte und Sprachen wie etwa Englisch, Französisch, Deutsch, Chinesisch oder Arabisch an. Ein Schüler absolviert gewöhnlicherweise vier Fächer im Cambridge International AS-Level und schließt anschließend drei von diesen Fächern im Cambridge International A-Level ab. Jedes Fach, das ein Lernender abschließt, erhält eine separate Note. Die Noten werden gemäß der „Schwierigkeit“ festgesetzt, indem ein sogenanntes „grade threshold“, vergleichbar mit einem Notenspiegel, angewandt wird. Die Noten sind international anerkannt und beinhalten klare Richtlinien zur Erklärung des geleisteten Standards. Der Cambridge International A-Level wird mit einer Skala zwischen A* (Bestnote) und E (Mindestnote zum Bestehen) benotet. Bei Cambridge International AS-Levels gibt es kein A*; die Noten reichen hierbei von A bis E.
Bei der Wahl und Kombination der drei Fächer für die Cambridge International A-levels besteht komplette Flexibilität. Demnach kann ein Schüler entweder nur drei Wissenschaften (z. B. Mathematik, Physik, Chemie) oder nur drei Geisteswissenschaften (z. B. Englisch, Französisch, Geschichte) oder aber auch eine Kombination aus beidem (z. B. Englisch, Mathematik, Geschichte) absolvieren. Es besteht zudem auch keine Pflicht die besagten Fächer zu einem exakten Zeitpunkt abzuschließen: Da Cambridge International A-Levels linear aufgebaut sind, schließen die meisten Schüler die Prüfungen ihrer drei Fächer alle auf einmal zum Ende ihres Kurses ab. Nichtsdestotrotz können Schüler auch jedes Fach einzeln nacheinander zu unterschiedlichen Zeitpunkten ihrer Studien abschließen.

## Anerkennung
Das Cambridge International General Certificate of Education – Advanced Level ist anerkannt zur Studienzulassung an Universitäten weltweit, inklusive in: Vereinigtes Königreich, Vereinigte Staaten, Kanada, Australien, Neuseeland, Indien, Volksrepublik China, Japan, Russland, Singapur, Ägypten, Jordan, Südafrika, die Niederlande, Frankreich, Deutschland und Spanien.
Aufgrund der Lissabon-Konvention sind Cambridge International A-Levels anerkannt zum Eintritt in Universitäten in mindestens 50 Ländern. Über 500 US-Universitäten akzeptieren Cambridge International AS- und A-Levels, inklusive Stanford, Harvard und allen Ivy League Institutionen. Zahlreiche Studien haben ergeben, dass das Cambridge International General Certificate of Education – Advanced Level Programm vergleichbar mit anderen, in den USA länger etablierten, Bildungsabschlüssen ist, inklusive des Advanced Placement (AP) und des International Baccalaureate Diploma (IB).
In Großbritannien sind Cambridge International A-Levels anerkannt zur Studienzulassung an sämtlichen Universitäten (inklusive Oxbridge).